# Кажа (село)
Кажа — село в Красногорском районе Алтайского края. Входит в состав Усть-Кажинского сельсовета.

## История
Основано в 1770 году. В 1926 году состояло из 372 хозяйств. В национальном составе населения того периода преобладали русские. В административном отношении являлось центром Кажинского сельсовета Старо-Бардинского района Бийского округа Сибирского края.

## Население
| 1926 | 1997 | 1998 | 1999 | 2000 | 2001 | 2002 | 2003 | 2004 | 2005 |
| ---- | ---- | ---- | ---- | ---- | ---- | ---- | ---- | ---- | ---- |
| 1916 | ↘201 | ↗211 | ↘204 | ↗206 | ↘190 | ↘183 | ↘177 | ↘169 | ↘153 |
| 2006 | 2007 | 2008 | 2009 | 2010 | 2011 | 2012 | 2013 |      |      |
| ↗161 | ↘157 | ↘145 | ↘135 | ↘118 | ↘116 | ↗120 | ↘113 |      |      |

Национальный состав
Согласно результатам переписи 2002 года, в национальной структуре населения русские составляли 93 %.